# Ça ne change pas un homme (chanson)
Singles de Johnny Hallyday
Diego libre dans sa tête
(1991) Dans un an ou un jour
(1992)
Ça ne change pas un homme est une chanson de Johnny Hallyday, écrite par Patrice Guirao et Art Mengo. Sixième titre de l'album du même nom, elle en est le premier extrait à paraître en single le 19 novembre 1991, précédant de quatre semaines la sortie de l'album.

## Sortie et accueil
Ça ne change pas un homme sort en single le 19 novembre 1991 en format vinyle et disque compact. Il existe une version vinyle et CD promotionnelle, ainsi qu'une édition du single en coffret avec livret. 
Le titre entre au Top 50 à la 22e place à partir du 7 décembre 1991. Il atteint la 7e place le 11 janvier 1992 et quitte le classement le 15 février 1992 à la 33e place. Les ventes du single atteignent les 75 000 exemplaires.

### Classement
| Classement (1992) | Meilleure place |
| ----------------- | --------------- |
| France (SNEP)     | 7               |